# Brachtia
Brachtia là một chi thực vật có hoa trong họ Orchidaceae.